# Ен Карсон
Ен Карсон (енгл. Anne Carson, рођена 21. јуна 1950) је канадска песникиња, есејисткиња, преводитељка и професорка класичних наука. Живела је неколико година у Монтреалу и предавала на Универзитету Макгил, Универзитету у Мичигену и Принстону од 1980. до 1987. Добитница је Гугенхајмове стипендије 1998. године, а 2000. године је награђена стипендијом Фонда Макартур. Освојила је и Лананову награду за књижевност.

## Живот и дело
У средњој школи, професорка латинског је увела Ен Карсон у свет старогрчког језика и држала јој приватне часове. Ен Карсон се уписала на колеџ Сент Мајклс на Универзитету у Торонту, који је напустила два пута – на крају прве и на крају друге године. Узнемирена због ограничености курикулума (посебно због обавезног предмета о Милтону), накратко се повукла у свет графичке уметности. Напослетку се вратила на Универзитет у Торонту где је дипломирала 1974. године, магистрирала 1975. године, и докторирала 1981. Провела је годину дана изучавајући метрику грчког језика и грчку текстуалну критику на Универзитету Сент Ендруз.
Као професорка класичних наука са знањем из области класичних језика, компаративне књижевности, антропологије, историје и комерцијалне уметности, Ен Карсон спаја идеје и теме из разних области у свом писању. На њу су утицали књижевност античке Грчке, Сапфо, Симон Веј, Хомер, Вирџинија Вулф, Емили Бронте и Тукидид. Често приређује критичка издања старогрчке књижевности, модернизује је и преводи. До 2016. године објавила је двадесет књига, у којима се већином прожимају различите форме: поезија, есеј, проза, критика, превод, драмски дијалог, фикција и документарна литература.
Ен Карсон је била стипендиста фонда „Ана-Марија Келен“ на Америчкој академији у Берлину, у Немачкој, за јесен 2007. Позоришна трупа „Класик стејџ компани“, са седиштем у Њујорку, поставила је три представе базиране на преводима Ен Карсон: Есхиловог Агамемнона, Софоклову Електру и Еурипидовог Ореста, које су биле на репертоару за сезону 2008/2009. Ангажована је на Универзитету у Њујорку као истакнута гостујућа песникиња, а 2010. године је била члан жирија за Грифин награду за поезију.
Учествовала је и у пројекту позоришта Буш под називом Шездесет шест књига (у октобру 2011), за који је написала дело Јуда: коза у поноћи које је засновано на Јудиној посланици из Библије краља Џејмса. Једном годишње, Ен Карсон и њен супруг, Роберт Кари, држе радионицу која се зове Егоциркус о уметности сарадње на Универзитету у Њујорку. Шеснаестог новембра 2012. године добила је почасни докторат Универзитета у Торонту. Ен Карсон је одржала низ „кратких разговора“ или кратких песама о разноврсним темама, као говор докторима наука из класе 2012.

Књигу Ен Карсон Црвени док> из 2013. године Катрин Шулц је у својој рецензији описала као:
неку врсту наставка Аутобиографије црвене, која је сама представљала неку врсту наставка једне Стесихорове песме [...]. У грчком миту, чудовиште по имену Герион је живело на црвеном острву и чувало крдо веома тражених црвених говеда; убиство овог чудовишта и крађа говеда био је десети од дванаест Хераклових задатака [...]. Причу су записали Хесиод и други пре скоро три хиљаде година [...]. Црвени док> представља више  од скупине његових делова. То је опсесија Ен Карсон, као и њен дар: да да значење фрагментима које добијемо, који су уједно и све што добијамо – од времена, од прошлости, једни од других. Краткотрајна је, наравно; стрела гравитације, попут стреле времена, показује само у једном правцу. Па ипак, на тренутак, она чини да све то стоји скупа, радост још већа због наступајућег пада. Тужно, али сјајно: на крају ми се чинило да је Ен Карсон свему наденула адекватно име – њеном карактеру, овој књизи, овом животу.
Године 2014. добила је Грифин награду за поезију за књигу Црвени док>, и призната је као једна од великих песникиња 21. века.

## Горкослатки Ерос
Године 1986, Ен Карсон је објавила своју прву књигу, Горкослатки Ерос. Ова књига, коју је издавачка кућа Модерн лајбрари (Modern Library) прогласила је за једно од сто најбољих некњижевних дела свих времена, прати концепт „ероса“ у античкој Грчкој кроз његове приказе у поезији тога доба. Ен Карсон са озбиљношћу разматра како су тростране и миметичке жудње осликане у Сапфиној поезији, као и однос ероса са самоћом. Чувена је њена анализа Сапфиног „Фрагмента 31“ по којој је у њему приказан „ерос као одгођен, пркосан, ометен, гладан, организован око сјајног одсуства – да представи ерос као недостатак“.